# 將軍澳官立中學
將軍澳官立中學（英語：Tseung Kwan O Government Secondary School；簡稱TKOGSS、將官、將官中），位於新界將軍澳，是香港一所官立英文中學，由港英政府於1988年創辦，前身為堅尼地城官立中學，創校時為文法學校。另一所文法官中—南屯門官立中學於同期創校。

## 歷史
此校前身為堅尼地城官立中學，舊址位於堅尼地城加惠民道，原為堅尼地城官立小學校舍，該校舍原先擬辦東莞工商總會劉百樂中學，但是在1977年改為直接改辦官立中學，而該校則於1984年改於沙田開辦。
將軍澳官立中學於1988年遷入現址創建，是一所由政府開辦的文法中學。將軍澳更改英文名字前，該校的英文校名是Junk Bay Government  Secondary School，後來才將Junk Bay改成Tseung Kwan O。原有校舍則輾轉作臨時用途，包括作為青年學院堅尼地城分校，在2017年拆卸，現為加惠民道公營房屋計劃用地。
1988年9月開校時，校址為將軍澳第22地段，其後正名為敬賢里2號。

## 公開考試佳績
將軍澳官立中學是於歷屆的香港中學文憑考試曾出產「7科5**狀元」（在甲類科目中至少3個選修科及4個核心科獲得5**成績）的43間學校之一。截至2025年，共有1位。

## 近年事件

### 禁派黃絲帶事件
前任校長殷見歡於2014年履新，適逢佔領中環運動醞釀，校內突然派發文匯報，引起國教關注組不滿，質疑校方打算藉派報向同學灌輸反佔領意識；其後關注組打算於校門外派發黃絲帶，但校方以各種原因阻止，並警告紀律處分。最後校長要求學生只能於學校劃定的「視線範圍」外派發黃絲帶，並稱學校有權驅趕所有在「視線範圍」內的所有傳單派發行為，理由是會滋擾學生及危害學生安全。事件曝光後，校方透過教育局改口稱從來沒有設立禁區，而且亦再沒有阻撓學生派發黃絲帶。

### 學生會修憲風波、「愛護將官力量」事件
國教關注組早於2013年便要求公開會章，並提出修憲，參考皇仁書院2010年修憲的模式，加入「評議會」及「顧問團」制度，以加強問責性及獨立性。2014年10月，學生會選舉因場地安排被分成兩場，初中、高中同學要分開參與。選舉過後，關注組發現此安排可能違章，選舉理應無效，更發現既有憲章沒有任何修改記錄，因此既有憲章可能不合法，學生會陷入憲制危機。其後，國教關注組提出透過修憲再重選來解決憲制危機，校方卻意圖讓當選內閣先上任，激起同學反對，更以一人一信抗議。但隨後校方指示學生會進行公投，顧問老師又在早會上恐嚇由學生會舉行的聖誕聯歡會活動可能受影響。
時值雨傘運動，校園內則有組織「愛護將官力量」成立，旨在「回復校園安寧」。「愛護將官力量」批評國教關注組勾結反對派及外國勢力，鼓吹同學參加佔領行動，又指責關注組「惡意攻擊學生會及校方，有違傳統尊師重道的價值之餘，更破壞我校純樸的校風」、「試圖干預學生會選舉，意圖控制這個最高學生自治組織」。「愛護將官力量」又聲言國教關注組為非法組織，要求校方取締。最後的公投結果，則為讓當選內閣先上任，其後再修憲；這被修憲派視為「袋住先」。其後的諮詢會上，學生會被批評只願為會章小修小補；由校方委任的總領袖生則以同學要專心學習，無時間參與評議會工作為理由，反對關注組方案。最後，正式的修憲雖然進行，但未有加入關注組主張的任何元素，而主要是字眼上的修正。

### 大量教職員未能續任
2015年7月，校園內多名已任職多年的老師都被調走；此外，有近半數的合約制教師不獲續約。2018年七月，全校合約制教師共六人均不獲續約。同學除憂慮教學質素嚴重受影響外，此舉亦被同學質疑是殷見歡排除異己和忌才，因當中不乏稱職而受學生歡迎的資深老師也被她調走，亦不只一年。其後，殷見歡被揭發與羅范椒芬及謝凌潔貞同為中文大學教育碩士課程的舊同學，質疑殷見歡是憑關係而獲得升職機會。國教關注組曾經去信查詢，但未獲回覆。

## 著名校友
- 梁凱寧：香港新聞從業員，曾任職於無綫新聞，後自行辭職。現為香港開電視時事節目主持，及香港浸會大學傳理學院客席講師。
- 劉家聰：香港男藝人。
- 吳家忻：香港女藝人。

## 外部連結
- 將軍澳官立中學網頁 （页面存档备份，存于）
- 將軍澳官立中學舊生會